# Marco Bella
Marco Bella (Roma, 25 aprile 1972) è un chimico e politico italiano, deputato della XVIII legislatura.

## Biografia
Laureato in Chimica presso la Sapienza - Università di Roma nel 1997 con un punteggio di 110 e lode, consegue il dottorato in Scienze chimiche presso la medesima università nel 2000.
Dal dicembre 2000 a ottobre 2005 è prima postdoc a The Scripps Research Institute (La Jolla, California) sotto la supervisione di KC Nicolaou, dove è parte del team che sintetizza la sostanza naturale diazonamide A e successivamente presso Aarhus Universitet (Danimarca) sotto la supervisione di KA Jørgensen, ove lavora nel campo dell’organocatalisi da alcaloidi della cinchona.
Dal 2014 collabora con la versione web de Il Fatto Quotidiano.

### Attività accademica
Rientra in Italia nel novembre 2005 come ricercatore presso il dipartimento di chimica della Sapienza di Roma. Dall’ottobre 2015 è professore associato. Ha insegnato nei corsi di Stereochimica organica, Chimica bioorganica e Chimica organica per Scienze biologiche.
Le tematiche scientifiche trattate durante il periodo a Roma riguardano la sintesi asimmetrica di stereocentri quaternari tramite organocatalisi. La catalisi asimmetrica con più organocatalizzatori, le applicazioni del disegno sperimentale alla catalisi asimmetrica e la sintesi organocatalitica asimmetrica di biarili.
È autore di oltre 50 pubblicazioni scientifiche che raccolgono circa 3500 citazioni.

### Attività politica
Pur avendo criticato alcuni articoli del blog di Beppe Grillo, è molto vicino alle posizioni del Movimento 5 Stelle riguardo alla politica universitaria. 
Alle elezioni politiche del 2018 è eletto alla Camera dei deputati con il Movimento 5 Stelle nel collegio uninominale Lazio 1 - 07 (Roma-Pomezia), che comprendeva una vasta zona fuori dal raccordo anulare e la città di Ciampino, ottenendo il 40,14% davanti a Guglielmo Vaccaro del centrodestra (31,47%) e a Luigina Di Liegro del centrosinistra (20,47%). È stato membro della VII Commissione “Cultura”, occupandosi prevalentemente di temi riguardanti università e ricerca. Al termine della 18ª legislatura è risultato il deputato più presente in aula, con il 99,96% di presenze sul totale.
Alle elezioni politiche del 2022 è ricandidato alla Camera per il Movimento 5 Stelle nel collegio uninominale Lazio 1 - 08 (Roma: Quartiere Ardeatino), ottenendo il 16,87% e venendo superato da Alessandro Battilocchio del centrodestra (39,83%) e da Patrizia Prestipino del centrosinistra (28,21%), e in terza posizione nel collegio plurinominale Lazio 1 - 02, non venendo rieletto.